# Сан-Матеус-ду-Сул (микрорегион)

Сан-Матеус-ду-Сул на карте.

Сан-Матеус-ду-Сул (порт. Microrregião de São Mateus do Sul) — микрорегион в Бразилии, входит в штат Парана. Составная часть мезорегиона Юго-восток штата Парана. Население составляет 	62 312	 человек (на 2010 год). Площадь — 	2531,741	 км². Плотность населения — 	24,61	 чел./км².

## Демография
Согласно сведениям, собранным в ходе переписи 2010 г. Национальным институтом географии и статистики (IBGE), население микрорегиона составляет:						
| Полное население                             | Полное население                             | Полное население                             | Полное население                             | 62 312 |
| -------------------------------------------- | -------------------------------------------- | -------------------------------------------- | -------------------------------------------- | ------ |
| в том числе:                                 | Городское население                          | 30 441                                       | Процент городского населения, %              | 48,85  |
|                                              | Сельское население                           | 31 871                                       | Процент сельского населения, %               | 51,15  |
|                                              | Мужское население                            | 31 846                                       | Процент мужского населения, %                | 51,11  |
|                                              | Женское население                            | 30 466                                       | Процент женского населения, %                | 48,89  |
| Плотность населения, чел/км²                 | Плотность населения, чел/км²                 | Плотность населения, чел/км²                 | Плотность населения, чел/км²                 | 24,61  |
| Население микрорегиона в % к населению штата | Население микрорегиона в % к населению штата | Население микрорегиона в % к населению штата | Население микрорегиона в % к населению штата | 0,60   |

## Статистика
- Валовой внутренний продукт на 2003 год составляет 479 735 583,00 реалов (данные: Бразильский институт географии и статистики).
- Валовой внутренний продукт на душу населения на 2003 год составляет 8316,89 реалов (данные: Бразильский институт географии и статистики).
- Индекс развития человеческого потенциала на 2000 год составляет 0,741 (данные: Программа развития ООН).

## Состав микрорегиона
В составе микрорегиона включены следующие муниципалитеты:
1. Антониу-Олинту
2. Сан-Жуан-ду-Триунфу
3. Сан-Матеус-ду-Сул